# Erythrina variegata
Vông nem (Erythrina variegata) là một loài thực vật thuộc chi Erythrina bản địa vùng nhiệt đới và cận nhiệt đới đông châu Phi, nam châu Á, bắc Úc, và các đảo Ấn Độ Dương và tây Thái Bình Dương đến Fiji.
Nó được gọi là cay Roluos ở Campuchia, deigo ở Okinawa, drala ở Fiji, madar ở Bangladesh, Modar tại Assam, man da ra ba tại Tây Tạng, thong lang ở Thái Lan và vông nem ở Việt Nam.

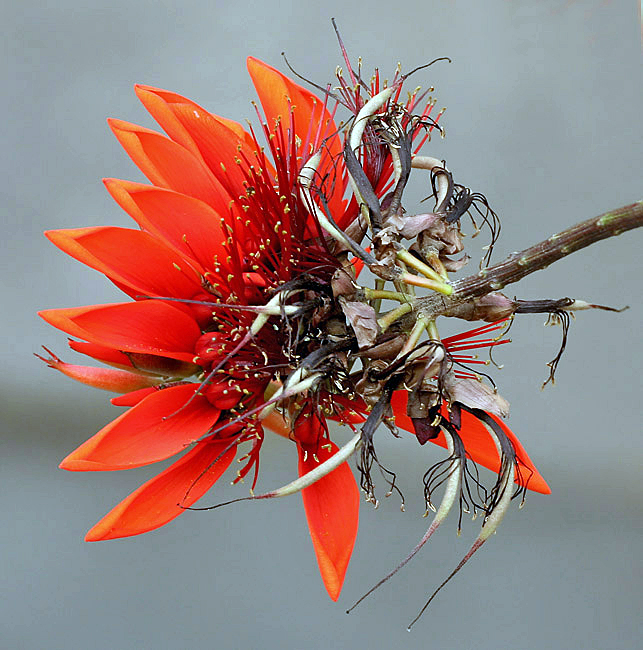
Flower in Kolkata, West Bengal, India.

## Hình ảnh

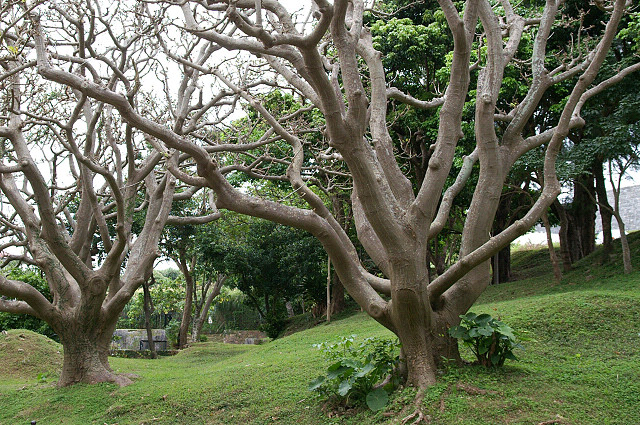
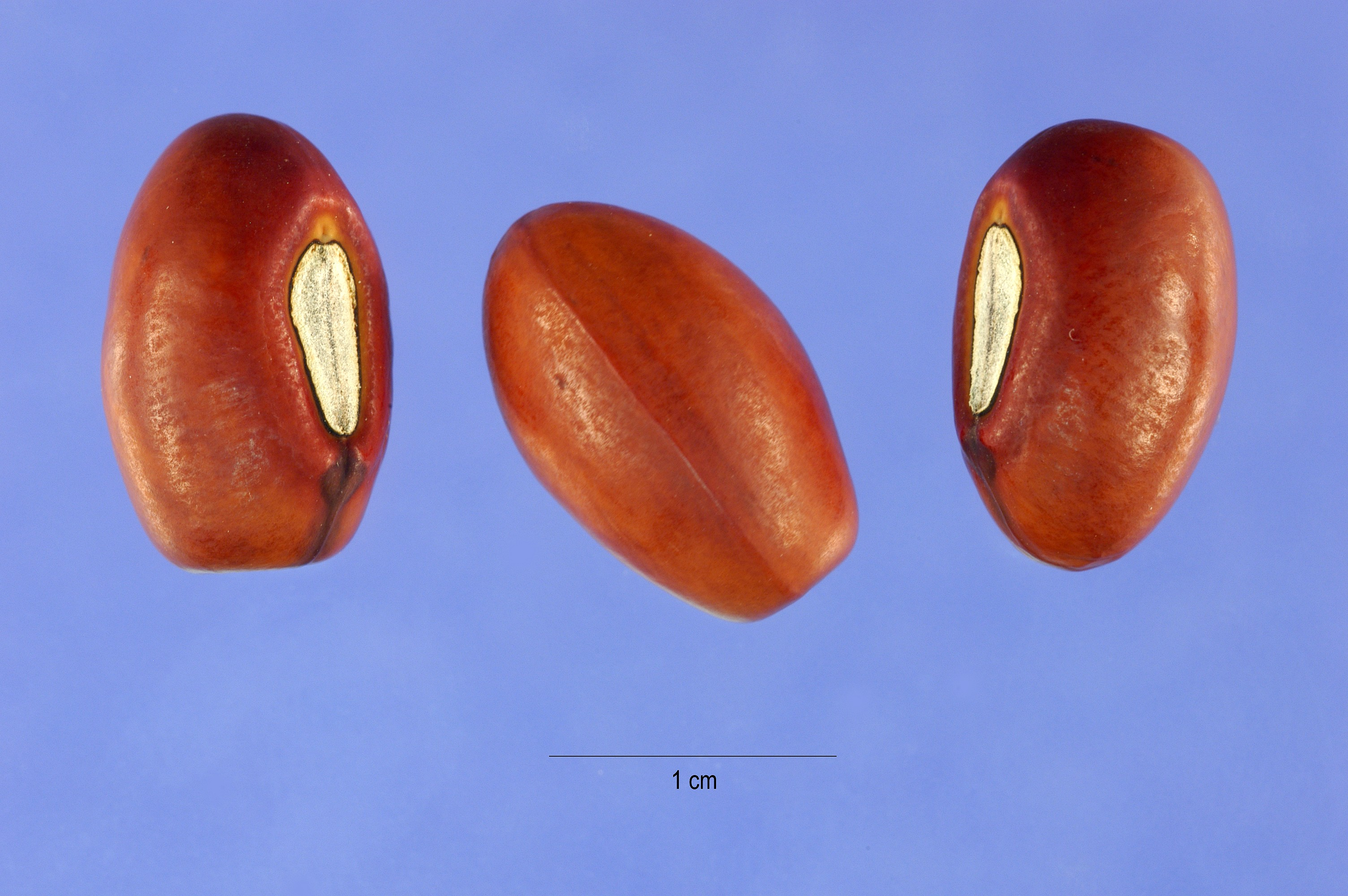
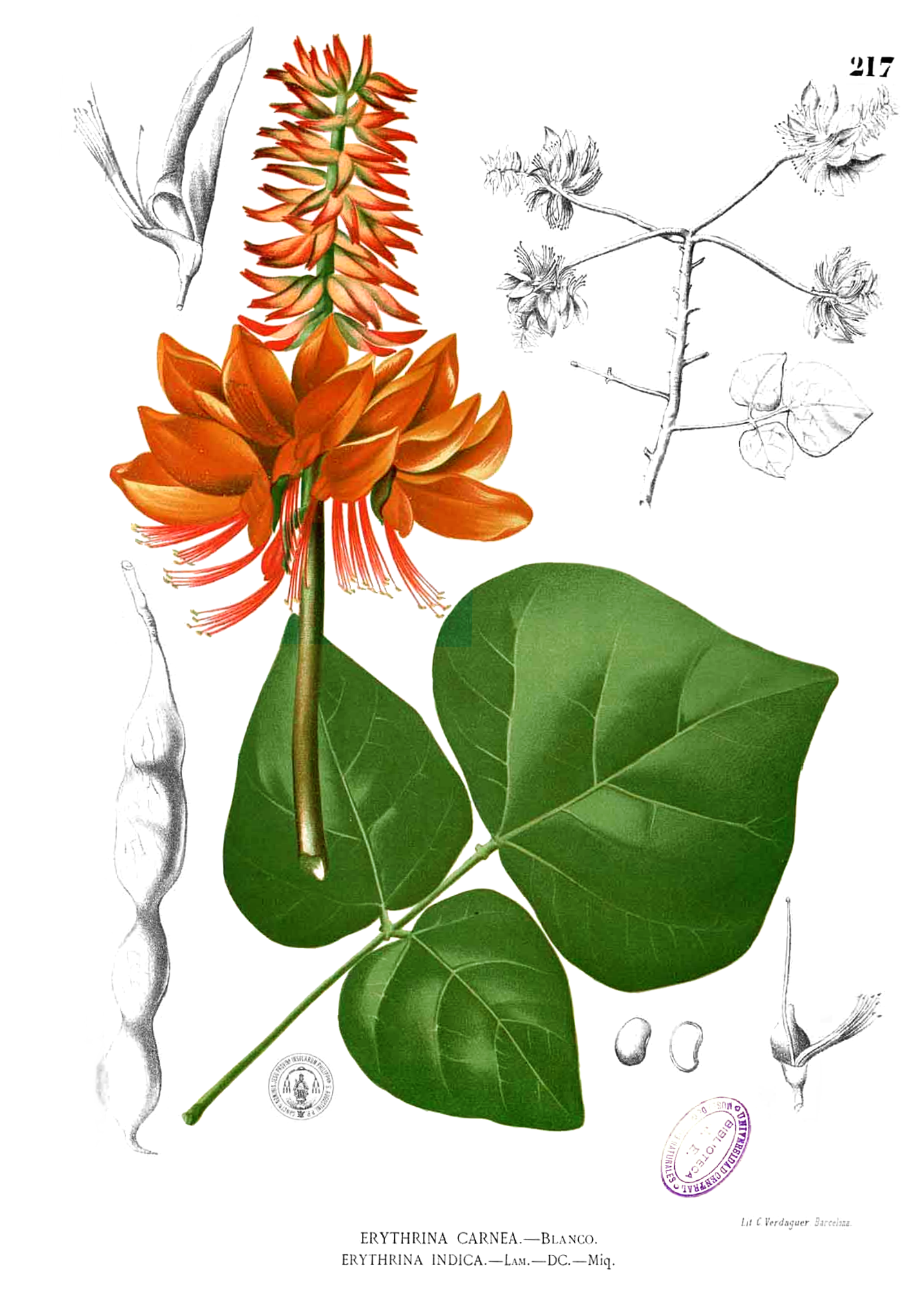
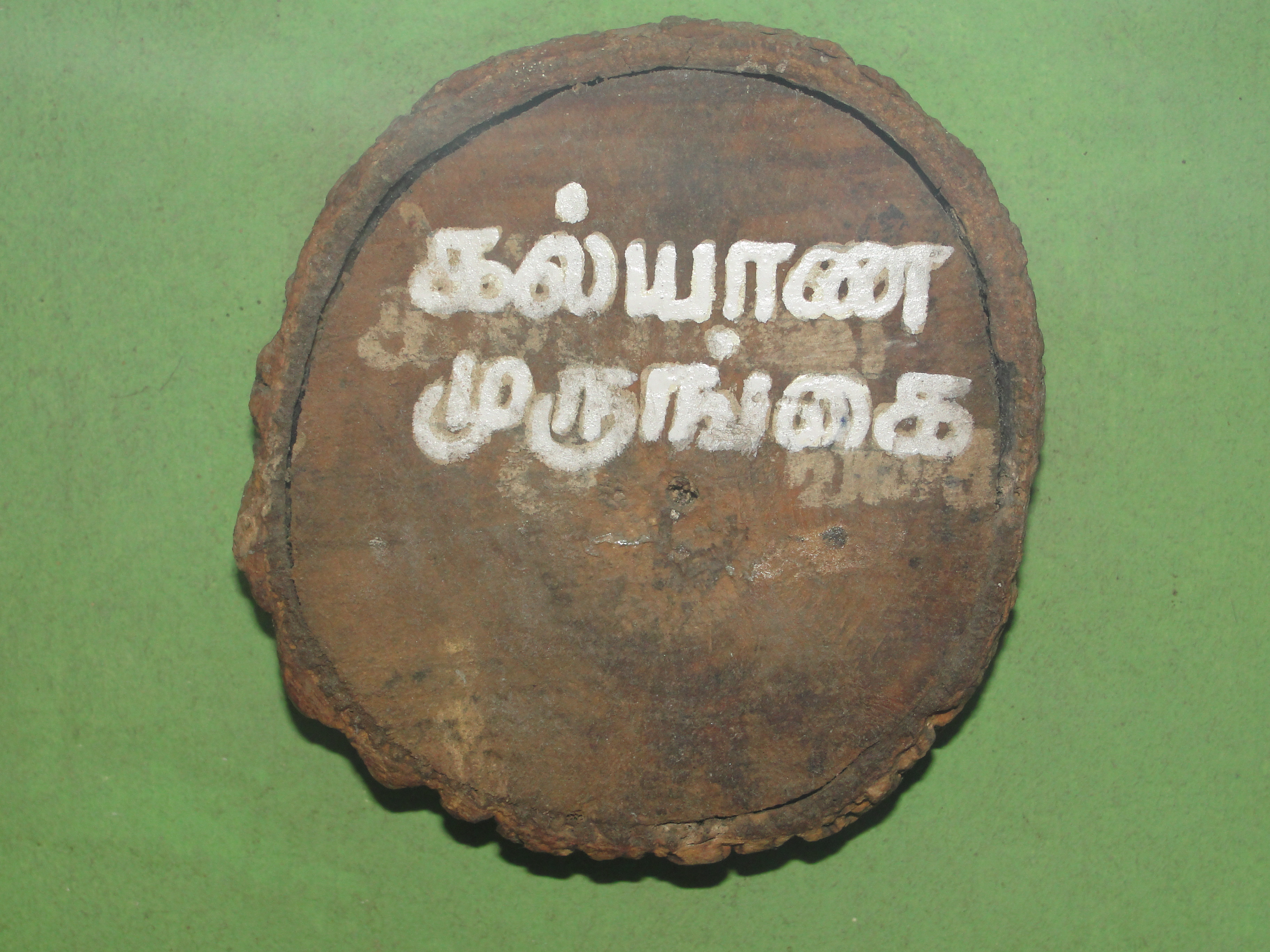